# Гарапих, Павел
Павел Гарапих (пол. Paweł Garapich; 18 ноября 1882, Цебрув, Австро-Венгрия — 1957 год, Пулавы, ПНР) — польский юрист. Воевода лодзинский и львовский.

## Биография
Происходил из крестьянской семьи. В 1900 году окончил гимназию в Тарнополе и в 1906 году юридический факультет Ягеллонского университета. Работал как чиновник в управлении наместника Королевства Галиции и Лодомерии. В характеристиках отмечался как службист и компетентный чиновник.
3 февраля 1910 года заключил брак с графиней Людгардой Любеньской.
Начало Первой мировой войны застало его на посту тарнопольского вице-старосты. Был эвакуирован вглубь империи перед наступающей российской армией. В 1915 году назначен референтом политического отдела оккупационного Люблинского генерал-губернаторства, правительство которого размещалось в Люблине.
Явно проявлял свои симпатии к польскому национальному движению. В марте 1918 году, после подписания брестского мира, на основании которого Центральные державы передали Украинской Народной Республике Холмщину, в обмен на поставки продовольственных товаров, демонстративно подал в отставку. Публично осуждал берлинские и венские власти за предательство польских союзников, вместе с ними воюющий против России. Отставка принята не было, но в наказание был переведен на должность в маленький городок Скалат. Политическая ссылка закончилась после восстановления независимости Польши.
В Польше был сразу назначен на пост тарнопольского старосты. 15 февраля 1920 года стал вице-воеводой Лодзинского воеводства. Совместно с воеводой Антонием Каменьским создавал и организовывал административные структуры нового воеводства. После назначения Каменьского на должность министра внутренних дел в правительстве Антония Пониковского, был 10 марта 1922 года назначен воеводой Лодзинского воеводства. В этой должности работал до 24 февраля 1923 года.
2 апреля 1923 года получил назначение на пост вице-воеводы в Станиславовском воеводстве. Занимался продолжением организации административных структур нового воеводства и продвижением идей примирения между основными народами, населяющими воеводство — поляками, украинцами и евреями.
С 12 августа 1924 по 30 декабря 1924 вновь воевода Лодзинского воеводства. Закончил множество начатых ещё в воеводство Каменьского административных проектов, в том числе проект школьного образования в воеводстве. Сыскал славу скрупулёзного бюрократа галицкого стиля.
30 декабря 1924 года был назначен воеводой Львовского воеводства. На этой должности, последней в его карьере, оставался до 28 июля 1927 года.
После окончания карьеры жил в родных местах. Работал нотариусом в Злочуве. Участвовал в работе множества общественных организаций. Был председателем местного отделения Товарищества развития Восточных Земель и Польского Красного Креста. Курировал интернат для слабовидящих во Львове и Высшую женскую хозяйственную школу в Снопкове.
Не подвергался репрессиям и преследованиям советских, немецких и польских коммунистических властей. После переселения поляков в Польшу жил в Пулавах. Умер в 1957 году.
Был награждён Золотым крестом Заслуг.